# 鞑靼园蛛
鞑靼园蛛（学名：Araneus tartaricus）为园蛛科园蛛属的动物。分布于土耳其、蒙古、高加索、喀喇昆仑、日本以及中国大陆的新疆、湖南、广东等地，多生活于高山树林 见于山区树林中以及布网于高树冠处。该物种的模式产地在苏联。